# Mind Game
Mind Game (jap. マインド・ゲーム Maindo gēmu) – japoński film animowany z 2004 roku na podstawie mangi o tym samym tytule autorstwa Robina Nishiego. Za scenariusz i reżyserię odpowiadał Masaaki Yuasa, muzykę skomponował Seiichi Yamamoto, a produkcją zajęło się Studio 4°C. Premiera w Japonii odbyła się 7 sierpnia 2004.
W Polsce pokazy filmu miały miejsce podczas 17. edycji Międzynarodowego Festiwalu Filmów Animowanych Animator, a pierwszy z nich odbył się 26 czerwca 2024.

## Fabuła
Nishi jest 20-letnim NEET-em z Osaki, marzącym o zostaniu rysownikiem komiksów. Pewnego wieczoru spotyka w metrze swoją sympatię z dzieciństwa, Myon. Dziewczyna zabiera go następnie do swojej rodzinnej restauracji yakitori, gdzie przedstawia mu swojego ojca, starszą siostrę Yan oraz narzeczonego Ryo. Do lokalu wchodzą dwaj członkowie yakuzy – Atsu i starszy yakuza, którego Atsu nazywa aniki (dosłownie „brat”, termin używany przez yakuzę w odniesieniu do siebie nawzajem). Szukają oni ojca Myon, który rzekomo uwiódł i odbił Atsu jego dziewczynę.
Atsu grozi Myon bronią, a Ryo staje w jej obronie, lecz zostaje znokautowany. Atsu zamierza zgwałcić Myon, która woła o pomoc Nishiego. Przerażony Nishi nie reaguje, aż w końcu zdobywa się na odwagę i krzyczy groźbę w stronę Atsu. Gangster, rozgniewany, przykłada pistolet do odbytu Nishiego i strzela, zabijając go na miejscu. Starszy yakuza, oburzony brakiem opanowania Atsu, zabija go strzałem z pistoletu.
Nishi zostaje skazany na otchłań, gdzie jest zmuszony bez końca oglądać swoją własną śmierć. Następnie spotyka Kami-samę (Boga), istotę, której wygląd zmienia się co ułamek sekundy. Kami-sama bije i obraża Nishiego, twierdząc, że stworzył go jedynie dla własnej rozrywki. Następnie kieruje go do czerwonego portalu, gdzie Nishi ma zniknąć na zawsze, lecz w ostatniej chwili Nishi deklaruje, że chce wrócić do życia, i rzuca się w stronę przeciwnego, niebieskiego portalu. Kami-sama, pod wrażeniem jego nieugiętej woli przetrwania, pozwala mu uciec.
Nishi wraca do chwili tuż przed tym, jak Atsu pociągnął za spust. Tym razem Nishi chwyta pistolet Atsu pośladkami i oddaje śmiertelny strzał. Następnie ucieka wraz z Yan i Myon, kradnąc samochód yakuzy i zostawiając ojca oraz wciąż nieprzytomnego Ryo. Yakuza rusza za nimi w pościg, grożąc, że wrobią ich w napad z bronią i morderstwo. Szef rozkazuje swoim ludziom poprowadzić trójkę w ślepy zaułek na moście. W akcie desperacji Nishi skręca w przepaść, a cała trójka zostaje połknięta przez ogromnego wieloryba.
Wewnątrz wieloryba spotykają starca, który okazuje się byłym członkiem yakuzy, żyjącym tam od ponad 30 lat. Pokazuje im misternie skonstruowany dom zawieszony nad „morzem” w brzuchu wieloryba. Gdy wszystkie próby ucieczki kończą się niepowodzeniem, cała trójka akceptuje swoje nowe życie wewnątrz stworzenia. Yan poświęca się tańcu i sztuce, Myon wraca do pływania – marzenia, które porzuciła po dorośnięciu, a Nishi doskonali swoje umiejętności pisania i rysowania mangi. W końcu Nishi i Myon stają się sobie bliscy także fizycznie.
Kiedy poziom wody w wielorybie zaczyna się podnosić, starzec tłumaczy, że prawdopodobnie zwierzę umiera. Wspólnie opracowują plan zbudowania motorówki, wykorzystując części i paliwo z samochodu, którym przyjechali. W przeddzień finałowego meczu mistrzostw świata wieloryb wraca do Osaki, a całej czwórce udaje się uciec.
Gdy wszyscy szybują w powietrzu, film powraca do pierwszej sceny: Myon ucieka przed yakuzą, ale tym razem jej noga nie zakleszcza się w drzwiach pociągu, a gangster zostaje na peronie. Następuje długa sekwencja montażowa, przypominająca napisy początkowe, przedstawiająca historie różnych bohaterów. Przed napisami końcowymi pojawia się fraza „Ta historia nigdy się nie skończyła”.

## Obsada
| Postać            | Seiyū               |
| ----------------- | ------------------- |
| Nishi             | Kōji Imada          |
| Myon              | Sayaka Maeda        |
| Staruszek         | Takashi Fujii       |
| Yan               | Seiko Takuma        |
| Ryo               | Tomomitsu Yamaguchi |
| Ojciec Myon i Yan | Toshio Sakata       |
| Szaf yakuzy       | Jōji Shimaki        |
| Atsu              | Ken’ichi Chūjō      |
| Starszy yakuza    | Rintarō Nishi       |